# Live at the Final Frontier
Live at the Final Frontier è il primo album dal vivo del gruppo musicale power metal tedesco Iron Savior, pubblicato nel 2015. Il concerto oggetto del disco è stato tenuto ad Amburgo nel gennaio del 2015.
L'edizione europea è composta da due CD e da un DVD.

## Tracce

### DVD
1. Ascendence (Intro) – 1:28
2. Last Hero – 5:00
3. Starlight – 4:51
4. The Savior – 4:48
5. Revenge of the Bride – 4:35
6. Break the Curse – 4:01
7. Burning Heart – 4:39
8. Mind over Matter – 5:35
9. Hall of the Heroes – 5:39
10. R.U. Ready? – 4:49
11. Condition Red – 4:58
12. I've Been to Hell – 4:04
13. Heavy Metal Never Dies – 4:14
14. Coming Home – 5:23
15. Iron Watcher (medley) – 10:13
16. Atlantis Falling – 4:34
17. Breaking the Law (cover dei Judas Priest) – 2:38

### CD

#### CD 1
1. Ascendence (Intro) – 1:32
2. Last Hero – 5:07
3. Starlight – 5:09
4. The Savior – 5:03
5. Revenge of the Bride – 4:50
6. Break the Curse – 6:06
7. Burning Heart – 4:48
8. Mind over Matter – 5:50

#### CD 2
1. Hall of the Heroes – 5:48
2. R U Ready – 4:57
3. Condition Red – 5:12
4. I've Been to Hell – 4:21
5. Heavy Metal Never Dies – 6:45
6. Coming Home – 5:37
7. Iron Watcher (medley) – 5:15
8. Atlantis Falling – 5:30
9. Breaking the Law (cover dei Judas Priest) – 2:49

## Formazione

### Gruppo
- Piet Sielck – voce, chitarra
- Joachim Küstner – chitarra, voce
- Jan S. Eckert – basso
- Thomas Nack – batteria